# 샌안토니오 브라머즈
| 샌안토니오 브라머즈 |                                                                    |
| 콘퍼런스            | XFL 콘퍼런스                                                       |
| 디비전              | XFL : 사우스 디비전 (2023년)                                       |
| 설립연도            | 2022년                                                             |
| 해체연도            |                                                                    |
| 역사                | 샌안토니오 브라머즈 (2023년~현재)                                  |
| 경기장              | 알라모돔                                                           |
| 연고지              | 텍사스주 샌안토니오                                                |
| 소유주              | 폭스 코퍼레이션 대니 가르시아 드웨인 존슨 레드버드 캐피털 파트너스 |
| 회장                |                                                                    |
| 단장                |                                                                    |
| 감독                | 웨이드 필립스                                                      |
| 리그 우승           |                                                                    |
| 콘퍼런스 우승       | 1 (2024)                                                           |
| 디비전 우승         |                                                                    |

샌안토니오 브라머즈(영어: San Antonio Brahmas)는 텍사스주 샌안토니오를 연고지로 하는 UFL XFL 콘퍼런스 소속 미식축구 팀이다. 홈 경기장은 알라모돔이다.

## 역대 홈경기장
| 경기장              | 사용기간    | 수용인원 | 장소                | 비고 |
| ------------------- | ----------- | -------- | ------------------- | ---- |
| 샌안토니오 브라머즈 |             |          |                     |      |
| 알라모돔            | 2023년~현재 | 72,000명 | 텍사스주 샌안토니오 | 빈칸 |